# Муняковские Выселки
Муняковские Выселки — посёлок в Шиловском районе Рязанской области в составе Лесновского городского поселения.

## Географическое положение
Поселок Муняковские Выселки расположен на Окско-Донской равнине в 36 км к юго-западу от пгт Шилово. Расстояние от поселка до районного центра Шилово по автодороге — 48 км.
На территории поселка расположены два пруда; к северу и югу от поселка — большие лесные массивы (Темный Лес и Шелуховский государственный заказник). Ближайшие населенные пункты — деревни Новая Деревня и Урицкое (Спасский район).

## Население
По данным переписи населения 2010 г. в поселке Муняковские Выселки постоянно проживают 5 чел.

## Происхождение названия
Название поселка Муняковские Выселки связано с названием деревни Муняково (Старожиловский район), выселками которой он является.